# Lower Nazeing
Lower Nazeing – przysiółek w Anglii, w Esseksie, w dystrykcie Epping Forest. W 2011 miejscowość liczyła 3874 mieszkańców.